# Diego Guidi
Diego Martin Guidi Pierani (Villa Ramallo, Argentina, 17 de febrero de 1981) es un exfutbolista argentino nacionalizado chileno que jugaba de defensa. Actualmente es encargado de las series Sub-19 y Sub-17 de Iberia
Realizó las Inferiores en Defensores de Belgrano Villa Ramallo y luego emigró a Gimnasia y Esgrima de La Plata.

## Clubes

### Como jugador
| Club                                   | País      | Año       |
| -------------------------------------- | --------- | --------- |
| Gimnasia y Esgrima de La Plata         | Argentina | 1999-2002 |
| Universidad de Concepción              | Chile     | 2003      |
| Cobreloa                               | Chile     | 2004-2005 |
| O'Higgins                              | Chile     | 2006      |
| Everton                                | Chile     | 2007      |
| Cobresal                               | Chile     | 2008      |
| Deportes La Serena                     | Chile     | 2009-2013 |
| Gimnasia y Tiro de Salta               | Argentina | 2013-2014 |
| Defensores de Belgrano (Villa Ramallo) | Argentina | 2015      |
| Iberia                                 | Chile     | 2015-2018 |

### Como entrenador
| Club   | País  | Año       |
| ------ | ----- | --------- |
| Iberia | Chile | 2024-Act. |

## Palmarés

### Campeonatos nacionales
| Título           | Club     | País  | Año    |
| ---------------- | -------- | ----- | ------ |
| Primera División | Cobreloa | Chile | 2004-C |